# Spillemanden - en film om Karl Skaarup
Spillemanden - en film om Karl Skaarup er en portrætfilm instrueret af Jørgen Vestergaard efter eget manuskript.

## Handling
Karl Skaarup i Thy spillede til bal første gang som 4-årig. Nu er han 88 år, og han spiller stadigvæk til bal og giver koncerter. Alene eller sammen med meget yngre musikere, hvoraf nogle er uddannede på Det Fynske Musikkonservatorium. En af dem er violinspilleren Kristian Bugge. Filmen fastholder Karl Skaarups vigtige indsats i dansk folkemusik som inspirationskilde for nye generationer af spillemænd og dansere.